# Jiří Menzel
Jiří Menzel (Praga, 23 de febrer de 1938 – 5 de setembre de 2020) fou un actor, guionista, director de teatre i director de cinema txec. Menzel fou també un dels representants més destacats de la Nova Ona Txecoslovaca, apareguda els anys 1960 i que va acaparar tota l'atenció internacional.
Les pel·lícules de Menzel combinen sovint el sarcasme amb una mirada humanista del món. En nombroses ocasions, Menzel ha adaptat al cinema les novel·les de l'escriptor txec Bohumil Hrabal, però també ha fet adaptacions de Vladislav Vančura o Josef Škvorecký.
Menzel era fill de l'escriptor de llibres infantils Josef Menzel. Durant els seus estudis a l'Escola Superior de Cinema FAMU de Praga entre el 1957 i el 1962, Menzel va rodar les seves primeres pel·lícules Domy z panelů (1960) i Umřel nám pan Foerster (1962), curtmetratges ambdues.
Va debutar com a actor el 1962, amb un paper a la pel·lícula Strop de la directora txecoslovaca Věra Chytilová. Des d'aleshores que Menzel s'ha mogut sempre dins el món de les arts visuals, fent tant d'actor com també de director en produccions per a la televisió i el cinema.
El 1967 una gira amb la companyia de teatre "La Madragola" li va permetre recórrer Txecoslovàquia i altres països de l'Europa de l'Est. Com a director de teatre, Menzel també va tenir l'oportunitat d'escenificar les seves obres a teatres d'Estocolm, Basel i Bochum, entre d'altres.
Al llarg de la seva extensa trajectòria cinematogràfica Menzel s'ha servit sovint de l'obra de l'escriptor Bohumil Hrabal per tal de portar moltes de les seves novel·les a la pantalla gran. De fet, l'estreta relació entre ambdós artistes va permetre que habitualment el director txec pogués comptar amb l'ajuda directa de Hrabal per a la realització de les seves pel·lícules, una col·laboració que va perdurar fins a la mort del popular escriptor txec el 1997. Fruit d'aquesta col·laboració, el 1966 Menzel va assolir l'èxit com a director de cinema alhora que es va donar a conèixer mundialment, gràcies a l'aclamada pel·lícula Ostře sledované vlaky (Trens rigorosament vigilats), basada en una novel·la de Hrabal, la qual va guanyar un Oscar a la millor pel·lícula de parla no anglesa després d'haver triomfat ja al Festival de Cinema de Mannheim. No seria fins al 1985 que Menzel comptaria novament amb una nominació als oscars, per la seva comèdia negra Vesničko má, středisková que no es va endur no obstant l'estatueta.
El 1968 la pel·lícula Rozmarné léto, basada en una novel·la de Vladislav Vančura, va obtenir el màxim guardó del Festival Internacional de Cinema de Karlovy Vary.
El 1969 Menzel va portar novament una novel·la de Hrabal a la pantalla gran, en aquesta ocasió Skřivánci na niti. La satírica pel·lícula va ser no obstant prohibida després dels esdeveniments de la Primavera de Praga i no va poder ser projectada fins després de la caiguda del règim comunista l'any 1990, quan la pel·lícula va ser presentada internacionalment a la Berlinale tot emportant-se'n l'Os d'Or, el màxim guardó del festival.
El 1970 les autoritats txeques van prohibir a Menzel l'exercici de la seva professió de director de cinema, fet que va portar el director txec a concentrar-se amb el teatre. També en aquesta art escènica Menzel va saber triomfar i ha mantingut aquesta activitat al llarg de tota la seva vida.
El 1980 Menzel va obtenir un notable èxit amb la comèdia Postřižiny, una nova adaptació d'una novel·la de Hrabal la història de la qual s'ubica a la Bohèmia dels anys 1920.
Durant els anys 1970 i 1980 Menzel va fer d'actor en nombroses pel·lícules hongareses i alemanyes, activitat que no ha abandonat mai. Entre les seves interpretacions destaquen, entre d'altres, el seu paper a Felhőjáték (1983) del director Gyula Maárs i a Das lange Gespräch mit dem Vogel (1990) de Krzysztof Zanussi.
Durant la dècada del 1990 Menzel va esforçar-se per tornar a portar a la pantalla gran una novel·la de Hrabal, en aquesta ocasió Obsluhoval jsem anglického krále. Això no obstant, llargues disputes pels drets d'autor -entre d'altres amb el director txec Karel Kachyňa- van provocar que Menzel no pogués materialitzar el seu projecte fins al 2005. Acabada la pel·lícula, Obsluhoval jsem anglického krále va ser estrenada el novembre de 2006 a Txèquia i un any més tard va ser guardonada amb el premi nacional de cinema de Txèquia: el Lleó de Bohèmia. La pel·lícula també va participar en la Berlinale del 2007, on va guanyar el premi FIPRESCI de la crítica.
L'any 2009 va guanyar el Premi Internacional Terenci Moix a la millor pel·lícula de l'any per Obsluhoval jsem anglického krále.

## Filmografia
filmografia:
- Umřel nám pan Foerster (1963)
- Perličky na dně (1965)
- Zločin v dívčí škole (1965)
- Ostře sledované vlaky (Trens rigorosament vigilats) (1966)
- Zločin v šantánu (1968)
- Rozmarné léto (1968)
- Skřivánci na niti (1969)
- El buscador d'or (Kdo hledá zlaté dno) (1974)
- Na samotě u lesa (1976)
- Báječní muži s klikou (1978)
- Postřižiny (1980)
- Slavnosti sněženek (1983)
- Vesničko má středisková (1985)
- Konec starých časů (1989)
- Žebrácká opera (1990)
- Život a neobyčejná dobrodružství vojáka Ivana Čonkina (1994)
- Dalších deset minut II (2002)
- Obsluhoval jsem anglického krále ("Jo he servit el rei d'Anglaterra") (2006)

## Sèries televisives
- Hospoda (1996). Una Comèdia de situació en la qual Menzel va interpretar un psiquiatre que cada dia visitava un bar de Praga, explicant molts acudits amb els seus amics i fent riure.